# Madrid Tennis Grand Prix 1979
Il Madrid Tennis Grand Prix 1979 è stato un torneo di tennis giocato sulla terra rossa. È stata l'8ª edizione del Madrid Tennis Grand Prix che fa parte del Colgate-Palmolive Grand Prix 1979. Si è giocato a Madrid in Spagna dal 24 al 30 settembre 1979.

## Campioni

### Singolare
Yannick Noah ha battuto in finale  Manuel Orantes con il punteggio di 6–3, 6–7, 6–3, 6–2

### Doppio
Carlos Kirmayr /  Cássio Motta hanno battuto in finale  Robin Drysdale /  John Feaver con il punteggio di 7–6, 6–4